# Morfik
A Morfik integrált fejlesztői környezet,  amely Ajax technológiával történő webes programfejlesztést tesz lehetővé olyan magas szintű programozási nyelveken, mint az Object Pascal és a C Sharp. Vizuális segédeszközökkel segíti webes felületek, adatbázisok és lekérdezések készítését. Kiadója, a Morfik Technology Pty Ltd. ausztrál alapítású és székhelyű vállalkozás, amelyet 2000-ben alapított Aram Mirkazemi és Shahram Besharati a tasmániai Hobartban. 2010-ben a céget felvásárolta egy szintén ausztrál vállalkozás, az Altium. A felvásárlást követő években a terméket nem frissítették, habár megszüntetését sem jelentették be hivatalosan.

## Történet

### Bétaverziók
A Morfik 2007. évi hivatalos megjelenését megelőzően számos bétaverzió látott napvilágot, amelyek célja a fejlesztők érdeklődésének felkeltése és a termék képességeinek finomítása volt. A cég vállalkozó szellemű fejlesztőket keresett a fejlesztőeszköz tesztelésében való aktív részvételhez, észrevételeik alapján igyekezett a terméket minél inkább az igényekhez igazítani. A későbbiekben ezek a fejlesztők a termék árából kedvezményeket kaptak.
2005 szeptemberében mutatták be első ízben a Web 2.0 konferencián, amelynek fő támogatója is a Morfik volt.  A bemutatót nagy érdeklődés övezte, Robert Scoble amerikai blogger egyenesen arról írt, hogy a Microsoftnak meg kellene vásárolnia a Morfikot. Később finomította álláspontját. Nem sokkal később megjelent az első, már nyilvánosságnak szánt próbaverzió. 2006 végén az Altium kiadta az első Morfikkal fejlesztett kereskedelmi célra szánt szoftvert, amelynek segítségével a Salesforce.com-on vezetett projekteket lehet áttekinteni.
Morfik Labs
A platform népszerűsítése érdekében 2006 elején Morfik Labs néven új weboldal indult, itt számos Morfikkal készült webalkalmazás volt megtekinthető. A portál 2006 májusában Morfik Chess néven sakkjátékot tett közzé. Habár addig az időpontig néhány JavaScript alapú sakkjáték már megjelent, a Morfik Chess volt az első, amely a többjátékos módot is támogatta.
Hasonlóságok a Google Web Toolkittel
2006 májusában megjelent a Google Web Toolkit. Mivel számos hasonlóság volt felfedezhető a Morfik környezettel, a szakma széles körben tárgyalta a lehetséges kapcsolatot a Google Inc. és a Morfik között. Bret Taylor a Google részéről, és maga a Morfik is cáfolta ezeket a feltételezéseket.

### Hivatalos kiadások
Morfik 07
Az első hivatalos verzió 2007 márciusában jelent meg Morfik 07 néven. A terméket nem-kereskedelmi célra ingyenesen vehették használatba a fejlesztők, az induló vállalkozások halasztott fizetési lehetőséget kaptak.
Morfik 2.0
2008 novemberében jelent meg a következő verzió (2.0 jelzéssel), melyben jelentősen átalakították a fejlesztői környezet felületét, bevezették a szalagos elrendezést, valamint lehetővé tették a kód futásidejű módosítását. Jelentős mértékben fejlesztettek a környezet grafikus lehetőségein is.
Morfik 3.0
2010 júniusában jelent meg a következő főverzió, a 3.0 első publikus változata. Ez a változat nyitott először a mobilfejlesztés irányába (iOS), de számos egyéb fontos fejlesztést is tartalmazott, mint például új natív adatbázis-kapcsolatok támogatását, többnyelvű weboldalak támogatását, és új grafikai lehetőségeket.

2010 novemberében a cég az Altium tulajdonába került, és a terméket ingyenessé tették. A jövőre vonatkozó terveket nem tettek közzé, habár a megszüntetését sem jelentették be.

## Tulajdonságok

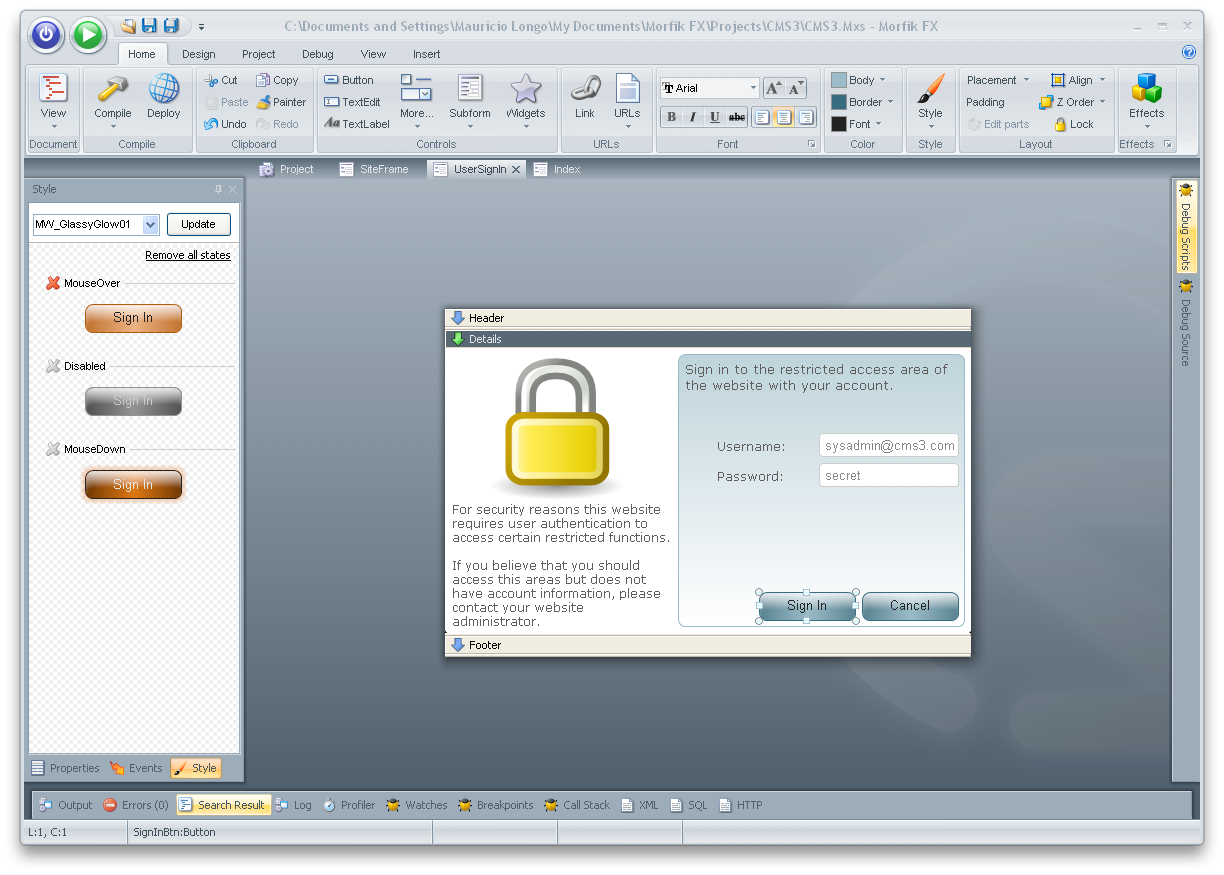
Morfik AppsBuilder tervezőfelület

A Morfik vizuális fejlesztőeszköz, amely Ajax alapú webalkalmazások készítését teszi lehetővé. Integrált fejlesztőkörnyezet, amely felhasználói felületek, nyomtatványok, adatbázisok vizuális tervezését teszi lehetővé, és kódszerkesztőt tartalmaz. A támogatott programozási nyelvek: C Sharp, Object Pascal, BASIC. Az elkészített alkalmazások Windows és Linux rendszereken futtathatóak. A támogatott nyelveken megírt üzleti logikát a környezet JavaScriptre, illetve HTML-re és CSS-re fordítja. A Morfik saját szoftverfejlesztési keretrendszere, osztálykönyvtára szolgál a programozás hatékonyabbá tételére.
A Morfik nem titkolt célja az volt, hogy az asztali alkalmazásfejlesztés eszközeihez és nyelveihez szokott programozókat segítse a speciálisan webfejlesztéssel kapcsolatos feladatok elvégzésében, átvállalva e feladat java részét. A környezet integrált adatbázis-kezelő komponenst tartalmaz (Firebird) és Apache webszervert.

## Innovációk
A Morfik számos saját fejlesztésű újítással rendelkezett, amelyek közül néhányra szabadalmi igényt is benyújtott.
- JavaScript Synthesis Technology (JST): a technológia lehetővé teszi magas szintű programozási nyelven megírt kód fordítását Javascriptre és HTMLre, ennek eredményeképpen pedig webalkalmazás készítését, amelybe külső, manuálisan elkészített kódok is bevonhatóak. A Morfik szabadalmat nyújtott be e technológiával kapcsolatban. A Google Web Toolkit hasonló működést valósít meg.[16]
- Elastic Page Design: lehetővé teszi olyan webalmazás-felületek készítését, amelyek a megjelenített tartalomtól függően dinamikusan változtathatják méretüket futásidőben.[17]
- Unplugged Applications: olyan webalkalmazások készítését teszi lehetővé, amelyek internetkapcsolat nélkül is képesek tovább működni. A technológiát először 2005-ben, az említett Web 2.0 konferencián mutatták be, egy Gmail kliens alkalmazás segítségével.[18]
- High-level source Debugging: támogatja a hibakeresést kliens- és szerveroldalon egyaránt, lehetővé teszi a futás megállítását, a változók értékének vizsgálatát.

## Fogadtatás
A fejlesztőkörnyezetet a fejlesztők kritikákkal illették azért, mert nem engedett hozzáférést az webhelyek stíluslapjaihoz (CSS), valamint azért, mert az előállított webalkalmazások URL-jeit nehéz volt befolyásolni, gyakran értelmetlenek voltak, és ez nehezítette a keresőoptimalizálást. A Morfik asztali alkalmazásfejlesztők felől való megközelítése szintén idegen volt a webfejlesztők számára.